# Centaur (schaakstuk)

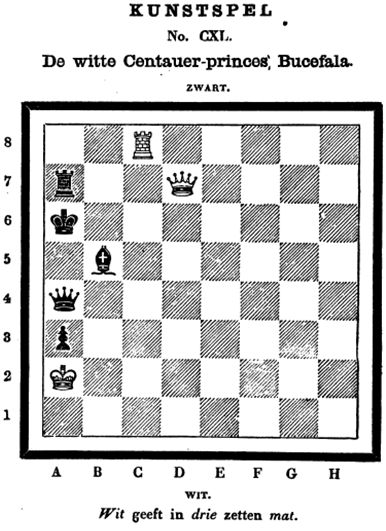
Fairychess-probleem, waar de Dame een Centaur is. (Oplossing in voetnoot)

De centaur is een schaakstuk dat gebruikt wordt bij schaakproblemen van het schaakvariant fantasieschaak (engels: fairy chess). Dit halverwege de 19e eeuw door de Nederlander Thomas Werndly bedachte schaakstuk verenigt in zich de eigenschappen van een dame en een paard.
Hier uit Werndly's koker een schaakprobleem met de centaur, gepubliceerd in het schaaktijdschrift Sissa.